# A Kínai Köztársaság közlekedése
A Kínai Köztársaság közlekedését a Közlekedési és Kommunikációs Minisztérium irányítja, mely a végrehajtó jüan (yuan) alá tartozik.
A Közlekedési Intézet 2004 óta olyan weboldalt üzemeltet, mely figyelemmel követi a közúti forgalmat az egész országban, lehetővé téve a közlekedők számára a dugók elkerülését és alternatív útvonalak választását. A weboldal ezen kívül a távolsági buszok, a vonatok, a gyorsvasút, a repülőjáratok és a hajók menetrendjét és aktuális jegyárait is közzéteszi, valamint több város tömegközlekedési információit is tartalmazza.

## Közutak
Tajvan szigetén mintegy 40 000 kilométernyi út biztosítja a szárazföldi közlekedést, ezek nagy része a fejlettebb nyugati részen koncentrálódik, itt halad a 373 km hosszú Szun Jat-szen (Sun Yat-sen) autópálya, melyet 1970-es években építettek, valamint a 432 km hosszú Formosa autópálya, melyet 1984-ben kezdtek építeni és 2004-re fejeztek be. Mindkettő észak-déli irányban halad. A kevésbé fejlett keleti oldalon is megindult az építkezés, a Tajpejt Pingtunggal összekötő autópálya egyes szakaszai már elkészültek, például a Csang Vej-suj (Chiang Wei-shui) autópálya, mely a világ ötödik leghosszabb alagútján, a 12,9 km hosszú Hszüesan-alagúton (Xueshan-alagúton) fut keresztül.
A Kínai Köztársaságban 2008-ban mintegy 5,7 millió gépkocsit és 14,4 millió motorkerékpárt tartottak nyilván. Utóbbi az egyik legnépszerűbb közlekedési eszköz az országban. A távolsági közlekedésben népszerűek az autóbuszjáratok, mintegy 7200 darab távolsági autóbusz szolgálta ki az utazóközönséget 2008-ban.

## Vasút

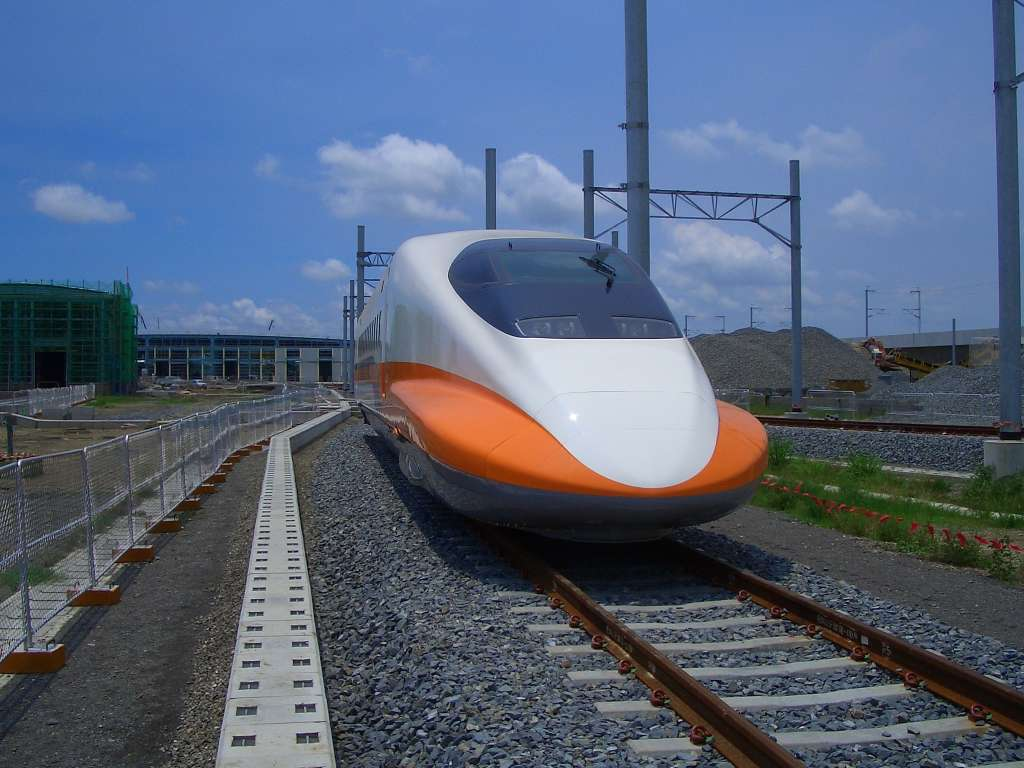
700T sorozatú motorvonat közlekedik a Tajvani nagysebességű vasúton

Az ország vasúthálózata mintegy 1100 kilométer hosszú, az állami Tajvani Vasúttársaság (Taiwan Railways Administration) 2008-ban naponta mintegy 490 000 utast szállított. 2007 januárjában helyezték üzembe a magántulajdonban lévő, 345 kilométer hosszú nagysebességű vasutat, melynek nyolc állomása van. A gyorsvasút az egyébként négy órás utat Tajpej és Kaohsziung (Kaohsiung) között 90 perc alatt teszi meg; 2008-ban 30 millióan vették igénybe.
Tajvanon két városban található metró, Tajpejben és Kaohsziung (Kaohsiung)ban. A tajpeji metrót 1988-ban kezdték építeni, 2009-cel bezárólag nyolc vonalat üzemeltetnek 82 állomással. A CoMET és a Nova International Railway Benchmarking Group egymást követő öt évben (2004–2008) a világ legmegbízhatóbb metrójának ítélte. 2009-ben naponta átlagosan 1,2 millió utast szállított. A tervek szerint a 2009 végén 93 kilométer hosszú tajpeji metrót 270 km-re szeretnék kibővíteni. A kaohsziungi metró 43 kilométer hosszú, 2008-ban épült és két vonalon 38 állomással rendelkezik. 2009-ben kezdődött meg a tajcsung (taichung)i metró építése is, melynek első vonalát 2017-ben nyitották meg.

## Vízi közlekedés
A szigeten hét kereskedelmi kikötő található, ezek 2008-ban összesen csaknem 13 millió TEU konténerforgalmat bonyolítottak le. Kaohsziung (Kaohsiung), Csilung (Keelung), Tajcsung (Taichung) és Tajpej kikötői szabadkereskedelmi övezetek.

## Légi közlekedés
2008-ban 35 légitársaság indított járatokat Tajvanra, és ugyanebben az évben indultak meg az első légijáratok Kína és Tajvan között is. A Kínai Köztársaságnak két nemzetközi repülőtere van, a Taoyuan és a Kaohsiung nemzetközi repülőtér. 2012-re a Taoyuan repülőteret metróvonal fogja összekötni Tajpejjel. A két nagy repülőtéren kívül 16 belföldi repülőtér is üzemel, ezek közül több az ország kisebb szigetein található. A belföldi légiforgalom Tajvan szigetén jelentősen csökkent a gyorsvasút beüzemelése óta.